# Panthéon de Paris et la science
 (juin 2008).
Si vous disposez d'ouvrages ou d'articles de référence ou si vous connaissez des sites web de qualité traitant du thème abordé ici, merci de compléter l'article en donnant les références utiles à sa vérifiabilité et en les liant à la section « Notes et références ».
Cet article traite des différents rapports entre le Panthéon de Paris et la science.

## Le pendule de Foucault

### 1851
Le lundi 31 mars 1851, l'astronome Léon Foucault tient sous la coupole une expérience scientifique prouvant que la Terre tourne autour d'un axe. 
Le savant avait déjà précédemment accroché un premier pendule dans sa cave, rue d'Assas à Paris début janvier, puis montré cette expérience à ses collègues dans la salle méridienne de l'observatoire de Paris, le 3 février de cette même année 1851, avec un pendule de onze mètres de haut dans la salle de 33 mètres de long où était tracée la méridienne de Cassini mesurée par Arago.
Mais pour cette expérience, plus le pendule est long, plus le phénomène de déviation de la trajectoire est manifeste. Quel bâtiment pouvait permettre d'accrocher une telle longueur de fil ? Une cathédrale ou une église, certainement ; la hauteur sous plafond y est suffisante. Mais outre le fait que le dispositif aurait pu gêner les visiteurs et fidèles éventuels, démontrer dans une église la rotation de la Terre (sur elle-même) aurait pu réagiter le débat de 1616 sur la rotation de la Terre (autour du Soleil), qui avait abouti à la condamnation à la prison à vie  de Galilée en 1633. La position de l'Église catholique romaine sur les mouvements de la Terre ne semblait toujours pas réglée jusque dans les années 1820, puisque les travaux d'astronomie du chanoine Settele avaient été interdits de publication. Louis Bonaparte, féru de sciences, intervient pour qu'une nouvelle version encore plus grandiose que la version du pendule accroché à l'observatoire de Paris soit offerte aux Parisiens. Le Panthéon offrait la disponibilité d'un bâtiment laïque permettant de faire battre un pendule de 67 m de longueur était idéale.
Foucault pourra écrire : « sous les voûtes élevées de certains édifices le phénomène devait prendre une ampleur magnifique. Nous avons trouvé dans le Panthéon un emplacement merveilleusement approprié à l'installation d'un pendule gigantesque ; nous avons trouvé pareillement dans l'administration les dispositions les plus favorables à l'exécution du projet que suggérait la vue de cette immense coupole ».
Quelques détails de la mise en place du pendule : Le pendule est mis avec l'aide de Paul-Gustave Froment, le célèbre fabricant d'instruments. Le pendule est équipé d'un fil de 67 mètres de long et de 1,4 mm de diamètre. Le sol est recouvert d'un plancher et de 20 cm de terre tassée. Autour, est disposé un cercle de bois (buis) gradué, de six mètres de diamètre. Des bourrelets de sable humide sont marqués par le passage de la boule. Cette boule allonge le fil de six centimètres. Au premier essai, le fil casse et tournoie au risque de décapiter quelqu'un. Foucault équipe le système d'un "parachute" pour prévenir tout accident. C'est le style fixé à sa base qui marque dans le sable la déviation du plan d'oscillation.

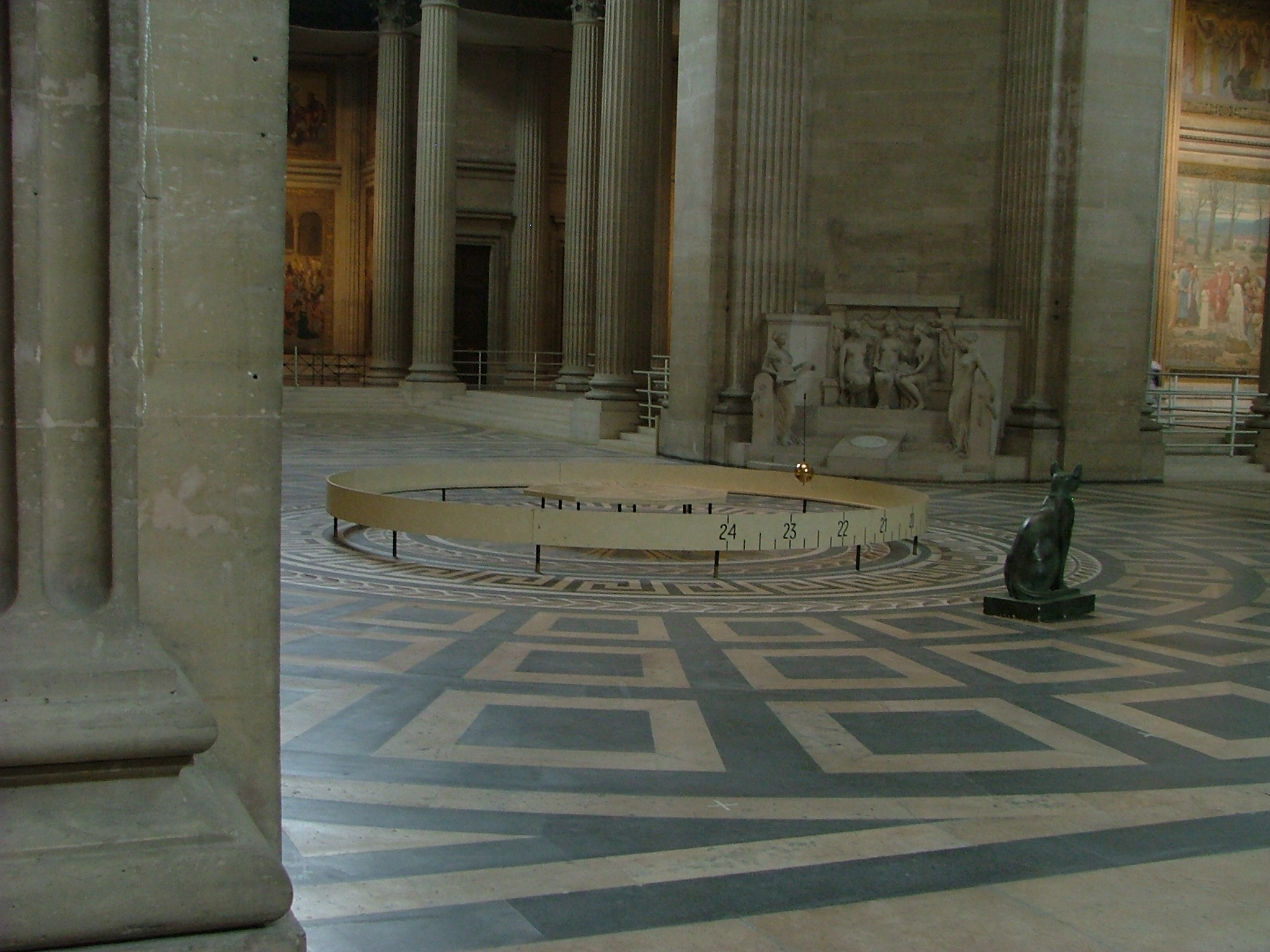
Reconstitution du pendule de Foucault en 1995

Ce pendule de Foucault était constitué d'une boule travaillée à la main, faite de plomb recouverte de cuivre pesant 28 kg, suspendue à un fil d'acier de 67 m donnant des oscillations de 16 secondes et demie (une oscillation = 1 aller-retour). La trace de déviation, à chaque battement, laissée dans l'anneau de sable de 6 m était de 2 millimètres et demi à gauche de la trace précédente. Une fois lancé il restait 6 h en mouvement.
La démonstration publique dura jusqu'à ce que l'édifice redevienne une église, par une décision du prince-président Napoléon le 6 décembre 1851.

### 1902
En 1902, la Société astronomique de France, présidée par Henri Poincaré, propose de « voir renouveler sous le dôme du Panthéon la belle et instructive expérience de Foucault, interrompue par le coup d'État de décembre 1851, avant qu'on en eût tiré toutes les conclusions qui paraissaient en ressortir ». Le mercredi 22 octobre est installée une nouvelle mouture du pendule de Foucault. C'est Camille Flammarion, l'infatigable vulgarisateur scientifique, qui en est le promoteur. Plus de deux mille personnes étaient présentes pour assister à la célèbre expérience de physique. Joseph Chaumié, ministre de l'Instruction publique, inaugure l'expérience en brûlant le fil qui retenait immobile le pendule. 

### 1995
À l'automne 1995, la sphère du pendule de Léon Foucault, dépoussiérée, est raccrochée au Panthéon comme en 1851. Cette reconstitution fait l'objet d'un film-vidéo visible à l'intérieur de la nef, sur plusieurs postes, en français et en anglais. Un historique de l'expérience au Panthéon et une explication physique du phénomène accompagnent le reportage.

### 2015
En vue de la restauration du Panthéon le pendule est décroché en 2013 ;  il est réinstallé le mardi 15 septembre 2015 par la société Bodet, campaniste.
Suspendue à une corde à piano d’acier de 2 mm et longue de 67 mètres à la coupole intérieure intermédiaire, la sphère de 28 kg est recouverte d’une dorure de 24 carats. Il a été nécessaire de remplacer la poutrelle de bois qui maintenait le pendule par une poutrelle en fer. La boule, lancée manuellement, parcours un aller-retour en 16,5 secondes. Le mouvement s'amortissant en environ 6 heures, on projette d'installer un système électromagnétique pour alimenter le balancement toutes les heures.

## La TSF

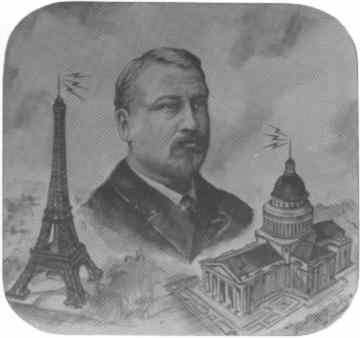
Représentation de Ducretet, du Panthéon et de la tour Eiffel

Eugène Ducretet (1844-1915), constructeur d'appareils de précision, puis de télégraphes et d'appareils à rayons X, introduit en France, en 1887, les appareils de Hertz. 
Il travaille en collaboration avec Popov et procède en 1898 à des expériences d'émissions morse en TSF entre le Panthéon et la tour Eiffel. L'émetteur se trouvait sur la tour Eiffel, manipulée par son principal collaborateur, l'ingénieur Ernest Roger.

## La Nouvelle triangulation de la France

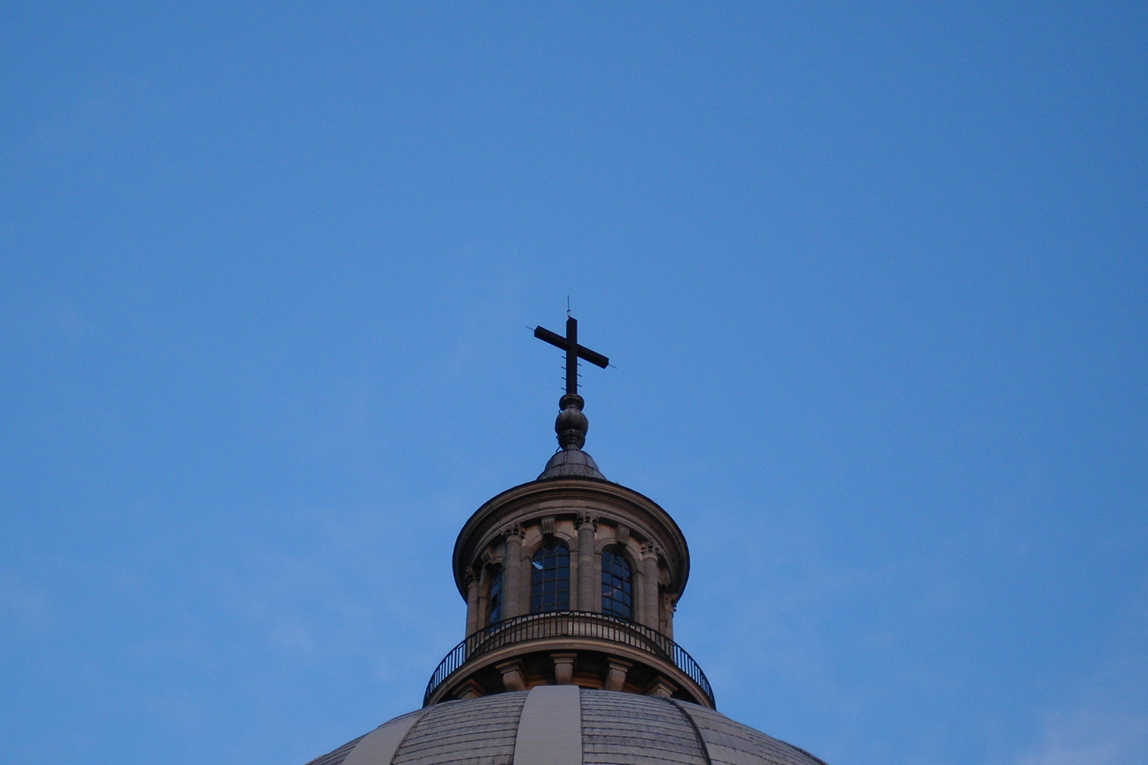
La croix du dôme du Panthéon, point fondamental de la NTF.

La Nouvelle triangulation de la France (NTF), système géodésique encore largement utilisé en 2008, utilise la croix du dôme comme point fondamental.

## Exposition1 000 chercheursparlent d'avenir

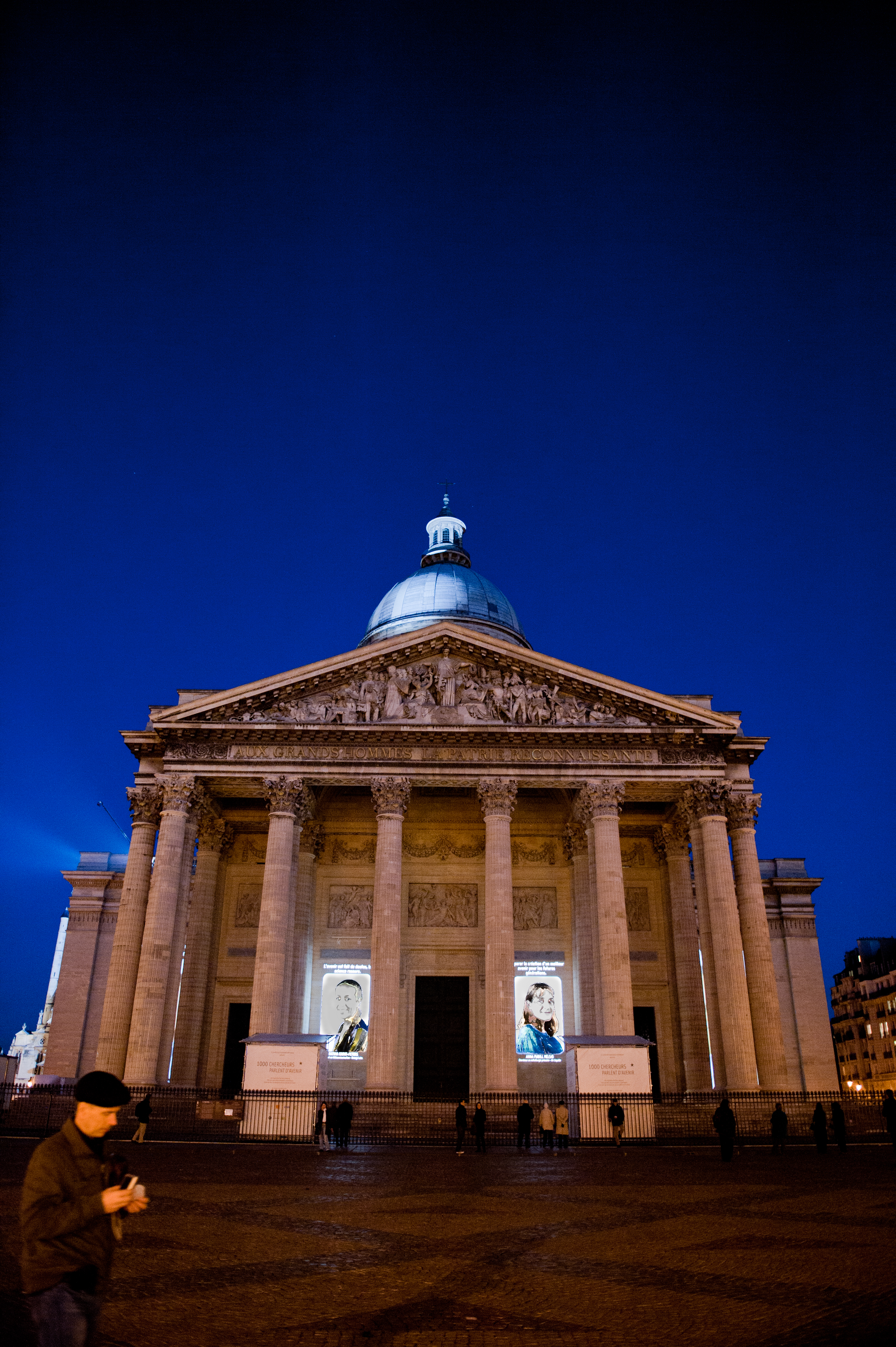
Façade du Panthéon pendant l'exposition 1000 chercheurs parlent d'avenir

Du 18 au 24 octobre 2010, une exposition de Pierre Maraval en projection vidéo sur le Panthéon, en nocturne, de 19 h 30 à 22 h 30.
Portraits de 1 000 chercheurs issus de tous les horizons de la recherche scientifique : tous choisis pour être reconnus parmi les plus éminents, marquants et charismatiques chercheurs de notre époque.